# Vadul Nistrului, Zastavna
Vadul Nistrului, întâlnit și sub formele Brodoc sau Brodina pe Nistru (în ucraineană Брідок, transliterat Bridok și în germană Brodok) este un sat reședință de comună în raionul Zastavna din regiunea Cernăuți (Ucraina). Are 475 locuitori, preponderent  ucraineni (ruteni).
Satul este situat la o altitudine de 154 metri, pe malul râului Nistru, în partea de nord-est a raionului Zastavna.

## Istorie
Localitatea Vadul Nistrului a făcut parte încă de la înființare din regiunea istorică Bucovina a Principatului Moldovei. Prima atestare documentară datează din anul 1651.
După anexarea Bucovinei de către Imperiul Habsburgic în anul 1775, localitatea Vadul Nistrului a făcut parte din Ducatul Bucovinei, guvernat de către austrieci, făcând parte din districtul Zastavna (în germană Zastawna). 
După Unirea Bucovinei cu România la 28 noiembrie 1918, satul Vadul Nistrului a făcut parte din componența României, în Plasa Nistrului a județului Cernăuți. Pe atunci, majoritatea populației era formată din ucraineni. 
Ca urmare a Pactului Ribbentrop-Molotov (1939), Bucovina de Nord a fost anexată de către URSS la 28 iunie 1940, reintrând în componența României în perioada 1941-1944. Apoi, Bucovina de Nord a fost reocupată de către URSS în anul 1944 și integrată în componența RSS Ucrainene. 
Începând din anul 1991, satul Vadul Nistrului face parte din raionul Zastavna al regiunii Cernăuți din cadrul Ucrainei independente. Conform recensământului din 1989, numărul locuitorilor care s-au declarat români plus moldoveni era de 5 (3+2), reprezentând 0,85% din populație . În prezent, satul are 475 locuitori, preponderent ucraineni.

## Demografie
Componența lingvistică a comunei Vadul Nistrului
     Ucraineană (98,53%)
     Rusă (1,47%)
Conform recensământului din 2001, majoritatea populației comunei Vadul Nistrului era vorbitoare de ucraineană (98,53%), existând în minoritate și vorbitori de rusă (1,47%).
1989: 590 (recensământ)
2007: 475 (estimare)

### Recensământul din 1930
Componența etnică a comunei Vadul Nistrului (județul Cernăuți)
     Români (2,01%)
     Ruteni (95,69%)
     Evrei (1,34%)
     Altă etnie (0,96%)
Componența confesională a comunei Vadul Nistrului
     Ortodocși (97,22%)
     Mozaici (1,34%)
     Altă religie (1,44%)
Conform recensământului efectuat în 1930, populația comunei Vadul Nistrului se ridica la 1.045 locuitori. Majoritatea locuitorilor erau ruteni (95,69%), cu o minoritate de români (2,01%) și una de evrei (1,34%). Alte persoane s-au declarat: germani (1 persoană), maghiari (2 persoane), bulgari (1 persoană) și polonezi (6 persoane). Din punct de vedere confesional, majoritatea locuitorilor erau ortodocși (97,22%), dar existau și mozaici (1,34%). Alte persoane au declarat: greco-catolici (6 persoane), romano-catolici (8 persoane) și reformați\calvini (1 persoană).

## Obiective turistice
- Monumentul soldaților căzuți în Marele Război pentru Apărarea Patriei - construită în 1968 în parcul din centrul satului [4]
- Monumentul Maicii Domnului - construit în 2007 [5]